# 셰인 돈
셰인 앨버트 돈(영어: Shane Albert Doan, 1976년 10월 10일~)은 캐나다의 아이스하키 선수로 포지션은 라이트윙이다. 현역 시절에 내셔널 하키 리그(NHL)의 위니펙 제츠 소속으로 1년 동안 뛴 후 그 후신인 피닉스 카이오티스(애리조나 카이오티스) 소속으로 20년 동안 활약하며 총 21번의 NHL 시즌을 보냈다. 그는 2017년 여름에 은퇴를 선언하면서 애리조나의 전신으로서의 위니펙 제츠에서 활약한 가장 마지막 NHL 선수가 되었다.
2003년부터 2011년까지 피닉스 카이오티스 소속 선수 중 시즌 최다 득점을 기록했으며, 2015년 12월에 카이오티스 역대 최다 득점 선수가 되었다. 그는 2003년부터 2017년까지 카이오티스의 주장을 맡았으며, NHL 팀 주장 중 가장 오래 주장을 맡은 선수이다. 스탠리 컵 우승 기록은 없었으며, 2012년 웨스턴 컨퍼런스 결승전에서 로스앤젤레스 킹스에게 패한 것이 가장 우승권에 근접한 순간이다. 그의 등 번호 19번은 2019년 2월 24일에 애리조나 카이오티스의 영구 결번으로 지정되었다.
국제 대회에서 캐나다 국가대표 선수로 활약했으며, 세계 아이스하키 선수권 대회에서 금메달 2개, 은메달 3개를 획득하여 총 메달 5개를 획득했다. 그는 2004년 아이스하키 월드컵에서 캐나다 대표팀의 우승에 기여했으며, 2006년 동계 올림픽에 참가한 캐나다 올림픽 대표팀의 일원이다.